# Real de Maroma
Real de Maroma är en ort i Mexiko.   Den ligger i kommunen Catorce och delstaten San Luis Potosí, i den centrala delen av landet, 500 km norr om huvudstaden Mexico City. Real de Maroma ligger 2 121 meter över havet och antalet invånare är 117.
Terrängen runt Real de Maroma är bergig. Runt Real de Maroma är det mycket glesbefolkat, med 6 invånare per kvadratkilometer. Närmaste större samhälle är Estación Wadley, 19,2 km nordväst om Real de Maroma. Omgivningarna runt Real de Maroma är i huvudsak ett öppet busklandskap.